# Cravencères
Cravencères é uma comuna francesa na região administrativa de Occitânia, no departamento de Gers. Estende-se por uma área de 9,09 km². Em 2010 a comuna tinha 92 habitantes (densidade: 10,1 hab./km²).